# Списак ликова Досијеа икс

Ово је списак главних и епизодних ликова америчке научно-фантастичне серије Досије икс.

## Преглед
| Глумац           | Улога                                |
| ---------------- | ------------------------------------ |
| Дејвид Дуковни   | Фокс Молдер (1993–2002, 2016–2018)   |
| Џилијан Андерсон | Дејна Скали (1993–2002, 2016–2018)   |
| Роберт Патрик    | Џон Догет (2000–2002)                |
| Анабет Гиш       | Моника Рејес (2001–2002, 2016–2018)  |
| Мич Пилеџи       | Волтер Скинер (1994–2002, 2016–2018) |

## Главни ликови

### Фокс Молдер
Фокс Вилијам Молдер (Дејвид Дуковни) — агент ФБИ-а који верује у постојање ванземаљаца и владину заверу да сакрије или негира истину о ванземаљском животу. Молдер и његова партнерка, специјални агент Дејна Скали, раде у канцеларији ФБИ-а задуженој за Досијее икс, који се баве случајевима са нарочито мистериозним или евентуално натприродним околностима које је ФБИ означио као нерешиве и одложио их. Молдер сматра да су Досијеи икс истина иза наводне завере и да су толико важни да је њихово проучавање учинио главном сврхом свог живота. Након седам година у партнерству са Скали, Молдера су отели ванземаљци на крају седме сезоне. По повратку, он званично предаје Досијее икс специјалном агенту Џону Догету, који је био ангажован у његовом одсуству. Молдер се 2008. привремено враћа да помогне ФБИ-у, а трајно се враћа у биро 2016. године. Он и Скали имају заједничког сина по имену Вилијам.

### Дејна Скали
Дејна Кетрин Скали (Џилијан Андерсон) — докторка медицине којој је додељено да разоткрије рад специјалног агента Фокса Молдера. Заједно раде у скученој подрумској канцеларији у седишту ФБИ-а у Вашингтону, како би истражили нерешене случајеве означене као Досијеи икс. За разлику од „верника у завере” Фокса Молдера, Скали је била „скептик”, заснивајући своја уверења искључиво на ономе што наука може да докаже. Међутим, како серија напредује, она постаје све отворенија за могућност паранормалних дешавања. Након што су Молдера отели ванземаљци, у осмој сезони Скали је додељен нови партнер: специјални агент Џон Догет. Касније у истој сезони, она напушта канцеларију Досијеа икс да предаје на ФБИ академији. Скали напушта ФБИ трајно 2002. године. Негде између тада и 2008. налази посао као хирург. Године 2008. враћа се као консултант ФБИ-а, а у биро се трајно враћа 2016. заједно са Молдером.

### Џон Догет
Џон Догет (Роберт Патрик) — специјални агент ФБИ-а који се први пут појављује у премијери осме сезоне. Догет је служио у морнаричком корпусу Сједињених Држава током 1970-их и 1980-их. Касније се придружио полицији Њујорка и на крају је унапређен у чин истражитеља. Након смрти свог сина, Доггет се запослио у ФБИ-у радећи у Одељењу за кривичне истраге. Заменик директора Алвин Керш га је 2000. доделио у канцеларију Досијеа икс као Скалиног партнера након неуспешног покушаја оперативне групе да пронађе несталог Молдера. Он се ослања на Скалино пријатељство, иако зна да никада не може да замени Молдера. Касније је постао партнер са Моником Рејес, и заједно напуштају Досијее икс 2002. године, када је ова јединица угашена.

### Моника Рејес
Моника Рејес (Анабет Гиш) — специјални агент ФБИ-а који, рођена и одрасла у Мексико Ситију, где њени родитељи и даље живе. Пошто је одрасла у Мексику, Рејес течно говори шпански. Дипломирала је фолклор и митологију на Универзитету Браун, а магистрирала је религијске студије. Године 1990, Рејес се уписује на ФБИ академију. Њен први задатак у ФБИ-у био је служење у специјалној радној групи која је истраживала сатанистичке ритуале. Она је Догетова дугогодишња пријатељица и служи му као партнер у Досијеима икс након Скалиног одласка. Убрзо након затварања Досијеа икс 2002. године, контактирао ју је Пушач и понудио јој је место међу онима који ће преживети предстојећи крај света, у замену за њену помоћ. Рејес је убрзо након тога напустила ФБИ, одлучивши да прихвати Пушачеву понуду, али са намером да заустави инвазију унутар синдиката.

### Волтер Скинер
Волтер С. Скинер (Мич Пилеџи) — помоћник директора ФБИ-а. Служио је у морнаричком корпусу Сједињених Држава током Вијетнамског рата. Током рата је упуцао и убио дечака који је носио експлозив, што је био догађај који га је прогањао током живота. Скинер је првобитно био директни надзорник Молдера и Скали, као и Досијеа икс. Касније је остао на истој позицији за специјалне агенте Џона Догета и Монику Рејес. Иако је првобитно приказан као помало злонамерни лик, Скинер на крају постаје близак пријатељ својих подређених. Скинер је одговоран за поновно отварање Досијеа икс 2016. године.